# Беренштајн (Ерцгебирге)
Беренштајн (њем. Bärenstein) општина је у њемачкој савезној држави Саксонија. Једно је од 69 општинских средишта округа Ерцгебирге. Према процјени из 2010. у општини је живјело 2.625 становника. Посједује регионалну шифру (AGS) 14521060.

## Географски и демографски подаци
Беренштајн се налази у савезној држави Саксонија у округу Ерцгебирге. Општина се налази на надморској висини од 713 метара. Површина општине износи 5,4 km². У самом мјесту је, према процјени из 2010. године, живјело 2.625 становника. Просјечна густина становништва износи 482 становника/km².